# Меано, Витторио
Витторио Меано (итал. Vittorio Meano; 1860, Суза, Италия — 1 июня 1904, Буэнос-Айрес) — аргентинский архитектор итальянского происхождения.
Получив архитектурное образование в Турине, в 1884 году уехал в Аргентину и поступил помощником к архитектору Франческо Тамбурини. С 1889 года работал вместе с Тамбурини над проектом нового здания оперного Театра Колон, а после смерти Тамбурини остался руководителем этого крупного проекта. Одновременно в 1895 году спроектировал здание Национального конгресса (парламента) Аргентины, а в 1904 году выиграл конкурс на проектирование здания уругвайского парламента в Монтевидео. Не дождавшись завершения ни одного из трёх своих главных проектов, был убит; все три здания были построены с теми или иными изменениями, но с сохранением проектной основы Меано.